# El bar que se tragó a todos los españoles
El bar que se tragó a todos los españoles es una obra de teatro de Alfredo Sanzol, estrenada en 2021.

## Argumento
Inspirada libremente en la vida del padre del propio autor, los hechos se retrotraen a 1963, cuando el cura español Jorge Arizmendi decide abandonar el sacerdocio y comenzar una nueva vida en Estados Unidos. Se instala en la localidad de Orange (Texas). Allí conoce a unos rancheros que quedan asombrados por el gran parecido físico con su hijo recientemente fallecido. Tal es la impresión que les causa, que proponen a Jorge quedarse con ellos y a cambio le prometen convertirle en futuro heredero de sus propiedades.

## Estreno
Estrenada en el Teatro Valle-Inclán de Madrid, con el siguiente elenco:
- Texto y dirección: Alfredo Sanzol
- Escenografía y vestiario: Alejandro Andújar
- Iluminación: Pedro Yagüe
- Música: Fernando Velázquez
- Reparto: Francesco Carril (Jorge Arizmendi), Elena González, Natalia Huarte, David Lorente, Nuria Mencía, Jesús Noguero, Albert Ribalta, Jimmy Roca y Camila Viyuela.

## Premios
En la XXIV edición de los Premios Max de teatro, laobra obutvo al premio al mejor espectáculo de teatro. Además, Alfredo Sanzol se alzó con el premio al mejor autor y Alejando Andújar con el de mejor diseño de espacio escénico.
Por su parte, Jesús Noguero fue premiado con el galardón al mejor actor secundario en la XXX Edición de los Premios de la Unión de Actores.